# Бања Љиг
Бања Љиг је неуспео покушај ентузијаста у бившој фирми „Слобода” из Љига да створе бањски комплекс након проналаска термоминералне воде 1984. године.
Влада Републике Србије је прогласила бањско подручје од 175 хектара 2000. године. Општина Љиг није била заинтересована за развој бање па је ова идеја пропала. У лето 2016. године Министарство трговине, туризма и телекомуникација је наложило општини Љиг да спроводи законом дефинисане обавезе у проглашеном бањском подручју. Општина Љиг се оглушила о овај налог и изјавила да је ненадлежна. Бањски комлекс се пружа уз реку Љиг до реке Качер, непосредно уз магистрални правац Београд—Подгорица (Ибарска магистрала). Проглашени бањски комплекс је удаљен 87 км од Београда и 35 км од Ваљева. Проглашено бањско подручје се налази на надморској висини од 152 метра.

## Природне одлике
На интернету се може наћи податак да су минералне воде у Љигу познате по лековитим својствима још од доба Римљана што је неистина. На иницијативу Секуле Кешења започета су истражна бушења која су 1984. године дала резлутат. Својим географским положајем припада умереној континеталној клими са годишњом просечном темпратуром од 10 °, где су лета свежа и умерено хледне зиме. Термоминералне воде у време израде бушотине ИБ-2 је износила 32,7 °C. Минерална вода се користила за пиће и купање. Неодговорним односом према лековитој води упропашћен је природни лековити фактор па бањског туризма у Љигу више нема. Данас је издашност са бушотине ИБ-2 спала са 7 на 2 литра у секунди. Температура воде са 33 на 21 степен. Садржај водоник-сулфида је спао на 0,5 мг/л па више вода није сумпоровита.

## Медицинске индикације
До 2012. године постојао је Рехабилитациони центар где су лечене следеће болести:
- кожне болести (псоријаза, кожни екцем)
- болести коштано-зглобног апарата (запаљењски реуматизам, дегенеративни реуматизам, посттрауматска стања, стања после прелома костију и хируршких интервенција на коштано-зглобном систему)
- неуропсихијатријске болести (мултипле склероза, неуралгије и неуритиси, неурозе, неурастеније, депресивна стања)
- обољења гастроинтестиналног тракта (хронични гастритис и дуоденитис, хроничан улкус желуца и дуоденума)
- обољења периферних крвних судова (хронични едеми венског порекла, периферне васкулопатије)

## Пропаст Бање Љиг
Рехабилитациони центар је до 1998. године био у рукама деоничарског друштва „Слобода” из Љига. Београдске електране 1998. године узимају сву имовину деоничара. Током 2012. године затварају све објекте у бившој бањи чиме она у потпуности престаје са радом. Од 1998. године траје борба 109 власника одузете имовине из Љига у бањском простору да им се имовина врати.
Бања Љиг никада није правно постојала јер је приликом проглашења прекршен први члан Закона о бањама. Никада није добијено експлоатационо право за коришћење термалне и лековите воде са бушотине ИБ-2 одакле се вода незаконито просипала у реку Љиг. Бање Љиг више не прима пацијенте јер су сви објекти за лечење затвoрени. Због упропашћеног природног лековитог фактора неизвесто је да ли ће Бање Љиг бити у будућности.